# Mohammad Hassan Mirza

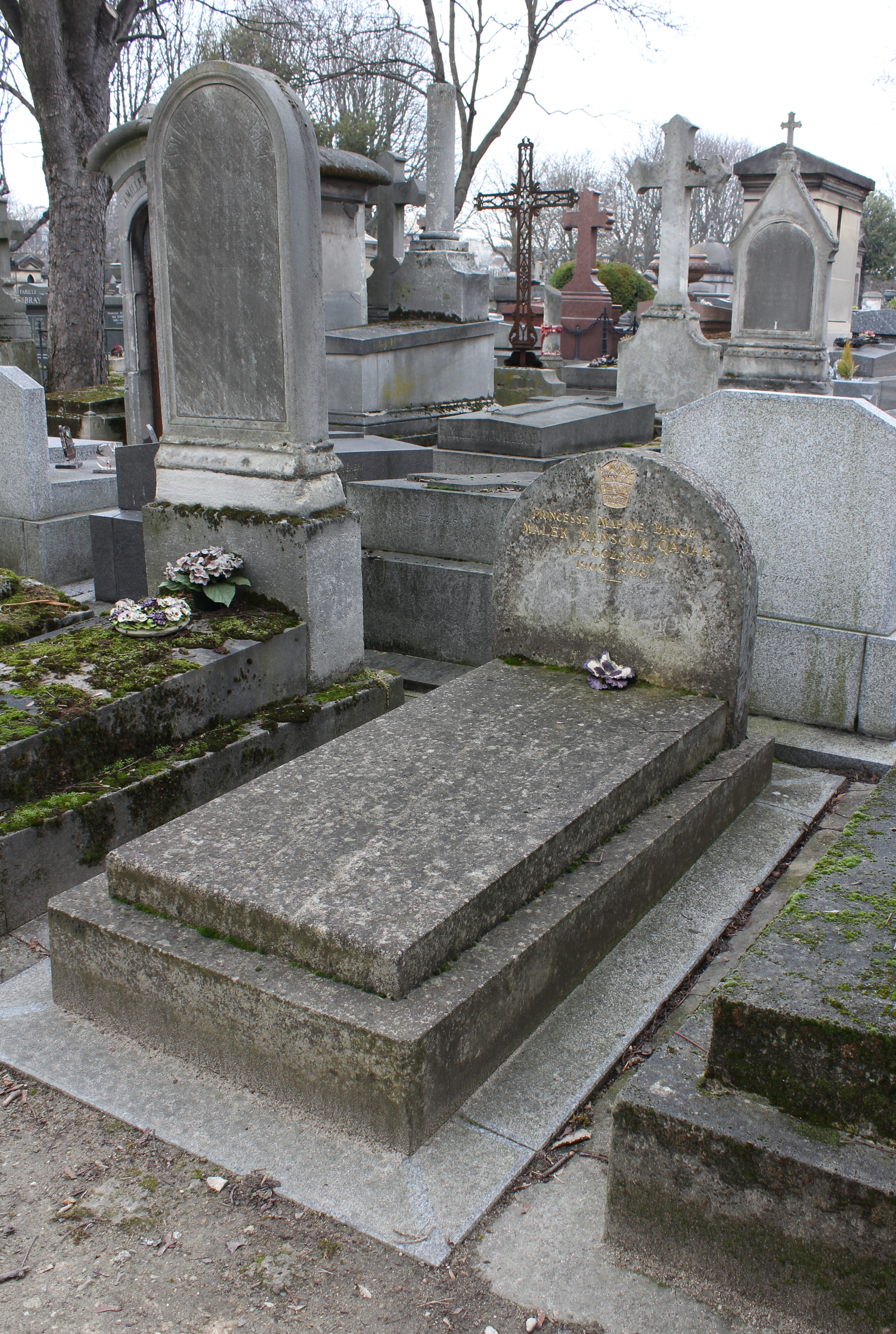
Tombe de la princesse Mahin Banou Malik Mansur au cimetière du Père-Lachaise.

Mohammad Hassan Mirza (احمد شاه قاجار en persan) (20 février 1899 à Tabriz - 7 janvier 1943 à Maidenhead), enterré à Kerbala est un prince de la dynastie des Qadjars.
Après le coup d'État militaire mené par Reza Pahlavi, Mohammad Hassan Mirza partit en exil avec sa famille en 1925. Il mourut en 1943 à Maidenhead. Il prolongea la dynastie des Kadjars avec le prince Hamid Mirza. Il est enterré à Kerbala en Irak.

## Famille
- Fils de Mohammad Ali Shah et de la princesse Malekeh Djahan Khanoum

- Marié à Mohtaram al-Saltaneh Razzaghi
  - Prince Hamid Mirza (23 avril 1918-5 mai 1988)
- Marié à la princesse Mahin Banou Malek Mansour (1900-1990), enterrée au cimetière du Père-Lachaise.
  - Princesse Guity Afrouz Kadjar (1922-2022), épouse William H. Wambold[1].
- Marié à Homayoum al Saltaneh
  - Prince Hossein Mirza (1918-1986)
- Marié à Shams al-Molouk
  - Prince Rouknouddine (juin 1923-janvier 1996)
- Marié à Aziza Aghdas
  - Princesse Shams Aghdas (1919-novembre 1991)